# منصف بلخياط
منصف بلخياط زوكاري (1970، الرباط) خبير في التسويق، شغل منصب وزير الشباب والرياضة بين 2009 - 2012. يترأس منذ 17 أغسطس 2011 مؤسسة محمد السادس للأبطال الرياضيين.

## مسيرته
نشأ منصف في أسرة فاسية ثرية، أبوه محام بهيئة الرباط، أما عمه فموظف سام، وأغلب أفراد عائلته اشتغلوا بالتجارة.
حصل على شهادة الباكلوريا في شعبة العلوم التجريبية سنة 1988 بثانوية دار السلام. اجتاز بعدها مباراة المعهد العالي للتجارة وإدارة المقاولات ISCAE وحصل على دبلوم السلك العادي ليلتحق بشركة الصناعات المغربية الحديثة المختصة في مواد التنظيف سنة 1992.
قضى ثماني سنوات في مجال البيع والتسويق بهذه الشركة التي تعتبر فرعا للشركة الأم في الولايات المتحدة الأمريكية والمعروفة تحت اسم بروكتر آندكامبل (بالإنجليزية: Procter & Gamble)‏ إحدى المؤسسات المرجعية في ميدان التسويق وتقنياته، والتي أدخلت إشهارات مواد التنظيف بكثافة على القناة الأولى والدوزيم.

### التسويق
بعد فوز شركة تليفونيكا الإسبانية بصفقة الرخصة الثانية للهاتف النقال، جنبا مع عثمان بنجلون، وقع الاختيار على منصف بلخياط لتولي مهمة التسويق. حيث تمكنت الشركة من فتح 7560 مخدعا هاتفيا حتى سنة 2006.
بعدها تم إطلاق مشروع حانوتي، شركة عثمان بنجلون الخاصة فينانس كوم، استلهم منصف بلخياط مرة أخرى فكرة المخادع الهاتفية ليطبقها بمشروع حانوتي عبر طريقة «الفرانشيز»، حيث يطلب من المرشحين لفتح هذه المحلات دفع واجب دخول إجباري جد مكلف، مما أنتج أن الوحدات المحدثة لم تستطع تطوير خدماتها حسب دفتر التحملات، وحصدت فكرة منصف بلخياط فشلا كبيرا.
عينه بعدها عثمان بنجلون، بعد أن وضع مخططا لاقتحام المجال الإعلامي، على رأس شركة ATCOM التابعة لمجموعته برأسمال قدره 100 مليون درهم، وتم اقتناء أسهم تمكنه من تسيير شركة ميدياجت المختصة في اللوحات الإشهارية، وشركة موزاييك المختصة في التواصل وSIGMA المختصة في الإنتاج. مخطط هدفه الحصول على رخصة لمشروع إنشاء قناة تلفزيونية خاصة «LA3» أو الثالثة التي لم ترخص لها بعد الهيئة العليا للسمعي البصري. وضع منصف بلخياط لهذه الشركة ATCOM هدفا بعيد المنال، ألا وهو اقتحام ثلاثين بلدا أفريقيا في ظرف 10 سنوات.

### السياسة
التحق بحزب التجمع الوطني للأحرار بعد تعيينه وزيرا للشباب والرياضة سنة 2009، ليصبح عضوا بالمكتب التنفيذي للحزب. وأصبح بلخياط عضوا في الحركة التصحيحية التي قادت صلاح الدين مزوار إلى رأس الحزب.